# Venezuela durante la Segunda Guerra Mundial
La participación de Venezuela en la Segunda Guerra Mundial, un periodo en el cual murieron unas 60 millones de personas, fue relativamente neutral en cuanto a enfrentamiento bélico hasta el 15 de febrero de 1945. En los años anteriores participó indirectamente exportando petróleo para los Aliados de la Segunda Guerra Mundial. Sin embargo, según los reportes históricos, más de 70 personas murieron en ataques de submarinos alemanes a embarcaciones de Venezuela. También fue de los primeros países en firmar y unirse a la Organización de Naciones Unidas. 

## Situación en Venezuela para 1941

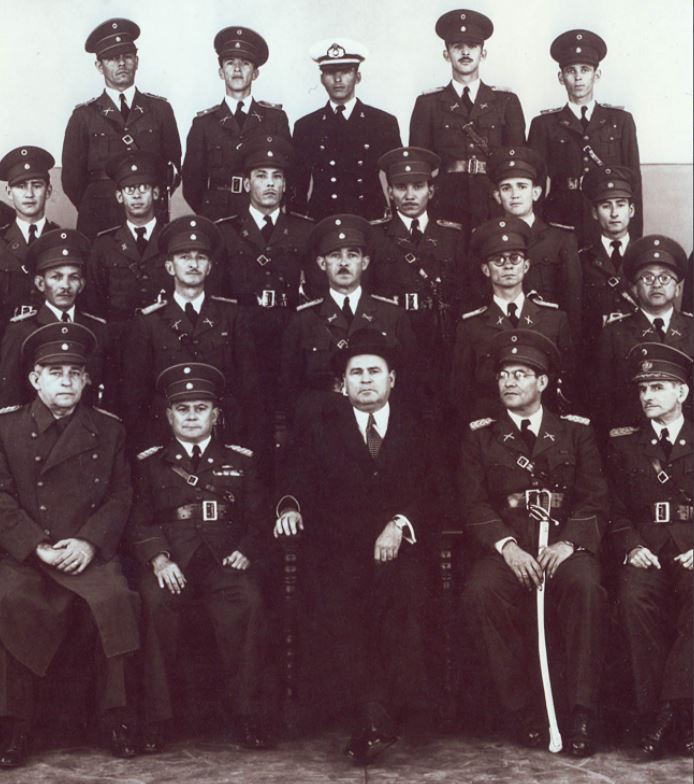
El presidente Medina Angarita junto a un grupo de oficiales del ejército, c. 1945.

En 1941, el general Isaías Medina Angarita, ministro de Guerra y Marina del gobierno del general Eleazar López Contreras, fue elegido como Presidente de Venezuela. En su discurso presidencial, Medina Angarita arrastraba una leyenda negra sobre su posible simpatía por el fascismo y su inclinación por Benito Mussolini. En el sector petrolero, el gobierno medinista llevó a cabo una política petrolera dirigida a revisar la legislación, aumentar los ingresos fiscales, lograr una mayor participación del estado en los beneficios de la riqueza de sus suelos y fomentar la refinación de petróleo en el país.

## Segunda Guerra Mundial y Venezuela
En Europa ocurrían sucesos que ponían el ambiente muy tenso. Ya hace algunos años, a finales de 1938, la Alemania nazi, con un ejército de medio millón de hombres (Wehrmacht), una poderosa flota (Kriegsmarine) y aviones modernos (Luftwaffe), había comenzado su expansión hacia el este y el sur de Europa. Se anexionó primero Austria y luego Checoslovaquia. El primero de septiembre de 1939 los alemanes entraron a Polonia. Francia y Reino Unido se aliaron con los polacos. La Segunda Guerra Mundial había estallado. Años después, Japón atacó por sorpresa el 7 de diciembre de 1941 a la flota estadounidense en Hawái (Ataque a Pearl Harbour), esto provocó que Estados Unidos entrara a la guerra.

## Relaciones petroleras entre Venezuela y Estados Unidos
Durante el desarrollo de la Segunda Guerra Mundial, Venezuela jugó un papel clave como proveedor principal de petróleo a los Estados Unidos y el Reino Unido. El 9 de diciembre de 1941, dos días después del ataque contra Pearl Harbor, Venezuela declaró su solidaridad con Estados Unidos. Venezuela poseía el petróleo, pero en ese momento todas las compañías petroleras que sacaban petróleo venezolano eran internacionales. Venezuela cobraba altos impuestos por el derecho del petróleo. Las empresas estadounidenses obtuvieron el derecho de explotar el subsuelo venezolano. En los primeros años de guerra, Venezuela pasó a ser el tercer país con más extracción de petróleo en el mundo, después de la URSS y Estados Unidos con una producción de 223.784.000 barriles.

## Los Aliados y el panorama de guerra en el Caribe

### Estados Unidos
Los Estados Unidos como principal representante del Continente Americano en la guerra junto a los demás aliados Europeos tomaron mediadas para el resguardo del combustible suministrado por Venezuela ante los ataques de los submarinos Alemanes en aguas del Caribe

### Reino Unido
El Reino Unido tenía presencia en el Caribe atreves de sus territorio de ultramar de los cuales había una conexión entre estos, Venezuela y el Reino Unido pero debido al desgaste originado en el teatro de guerra Europeo y los demás territorio del entonces Imperio Británico en África y Asia dificultaba la posibilidad de defender los territorios de ultramar Americanos.

### Venezuela
La República de Venezuela inicialmente mantuvo una política de neutralidad en los inicios de la guerra participando de manera indirecta suministrando combustible a los aliados es entonces cuando los Alemanes minan con sus submarinos todo el Caribe en un intento de cortar este suministro e inicia La operación Westindien. El balance de la Operación Westindien fue que submarinos Tipo IX C de la Armada alemana torpedearon los tanqueros Pedernales y Arkansas, y hundieron el San Nicolás, el Tía Juana, el San Rafael, Oranjestad, Rafaela, y el Monagas de Bandera Venezolana. Así mismo bombardearon la refinería de la Standard Oil en la posesión holandesa de Aruba el 16 de febrero de 1942,causándole leves daños. Luego de que el Monagas fuera torpedeado la Armada de Venezuela que en ese entonces contaba con 6 corbetas clase Flower iniciaron una alerta de patrullaje ante otros posibles ataques de submarino alemanes así como rescate de supervivientes. Venezuela ante las acciones bélicas del Eje se alinea y coopera de manera más activa con el bando aliado.

### Colombia
La República de Colombia por su parte participó de manera muy activa del bando aliado desde la entrada de los Estados Unidos a la guerra por su estrecha relación y cooperación desde años previos a la guerra también sumado al hecho de los ataques por parte de la Armada de la Alemania Nazi , quienes minaron con submarinos zonas cercanas al Canal de Panamá.
Con la participación activa de estos países caribeños Colombia y Venezuela en el bando aliado los Estados Unidos no se preocuparon tanto por la seguridad de Caribe y del Canal de Panamá.

## Políticas internas de Medina Angarita por la Segunda Guerra Mundial
Medina Angarita estableció relaciones diplomáticas con la Unión Soviética, y rompió relaciones con Alemania, el Reino de Italia y Japón. Congeló los fondos bancarios de quienes tenían nacionalidad de los países anteriormente mencionados. Luego de romper relaciones diplomáticas con las naciones del Eje, quiso implementar protección militar en sus pozos petroleros por lo cual le pidió ayuda a Estados Unidos para lograrlo, ya que se corría el rumor de que Alemania quería apoderarse de estos lugares. A raíz de esto, el gobierno venezolano eliminó las trabas legales que impedían la actuación de los partidos políticos modernos como el Partido Comunista de Venezuela y Acción Democrática, debido a que en ese momento, a escala internacional, los enemigos principales eran el nazismo y el fascismo.

## Choques violentos de Venezuela y el Eje

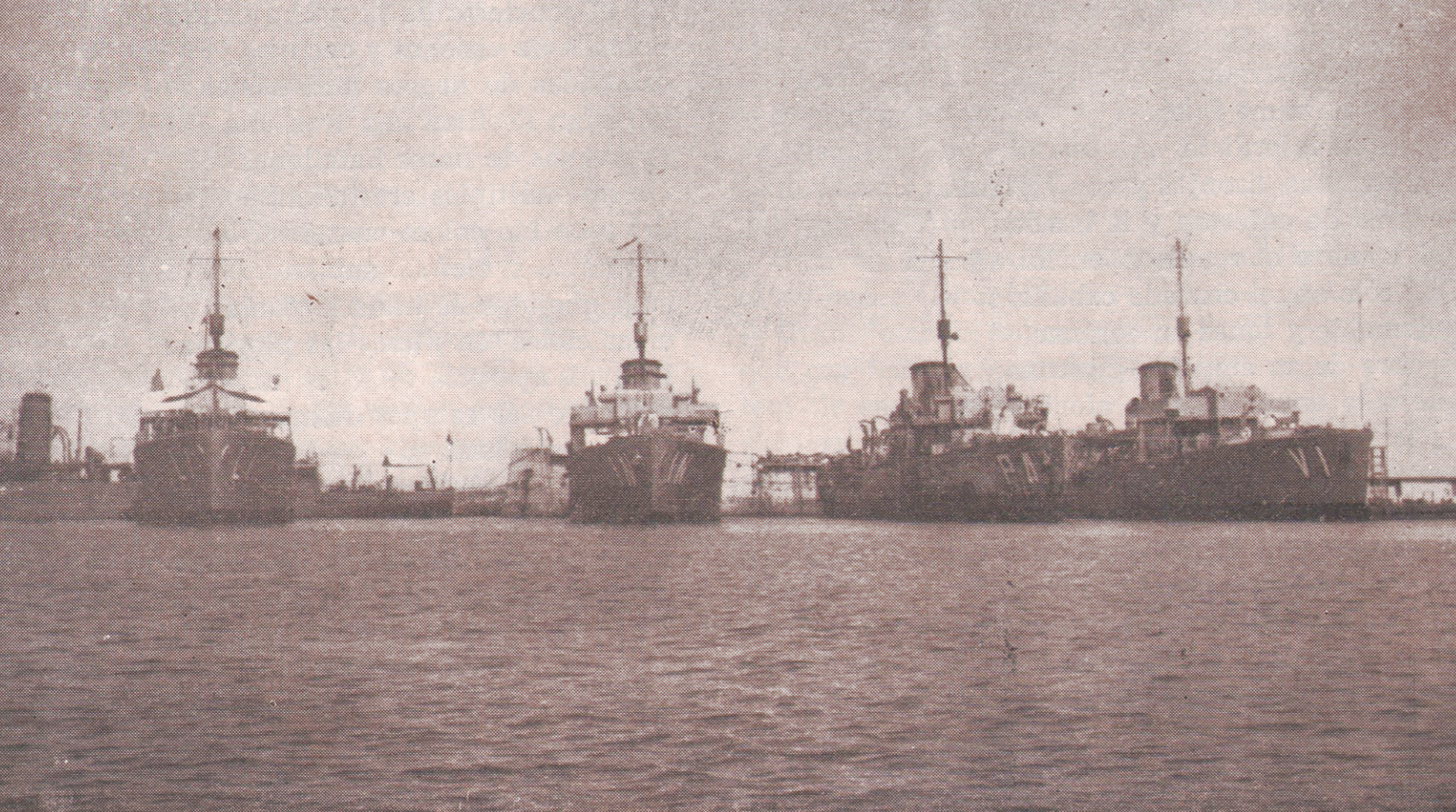
Escuadrón de Corbetas de la Fuerza Naval Venezolana en 1945.

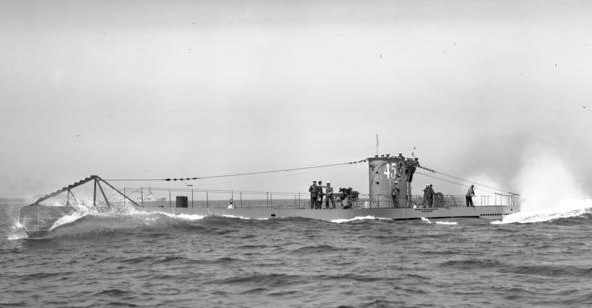
Submarino Alemán U-boot U-45 en 1938

El 16 de febrero de 1942, los tanqueros venezolanos Monagas y Tía Juana son torpedeados y hundidos por submarinos del Tercer Reich en aguas del Golfo de Venezuela, tras lo cual el gobierno del presidente Isaías Medina Angarita pasa a cooperar con el esfuerzo aliado de manera más estrecha, autorizando el uso temporal de bases militares venezolanas por el Ejército y la Armada de los Estados Unidos, así como garantizando el suministro de combustible a dichas fuerzas. Venezuela mantuvo una relativa neutralidad hasta los últimos años de la guerra, cuando finalmente le declara la guerra a Alemania y al resto de los países del Eje.

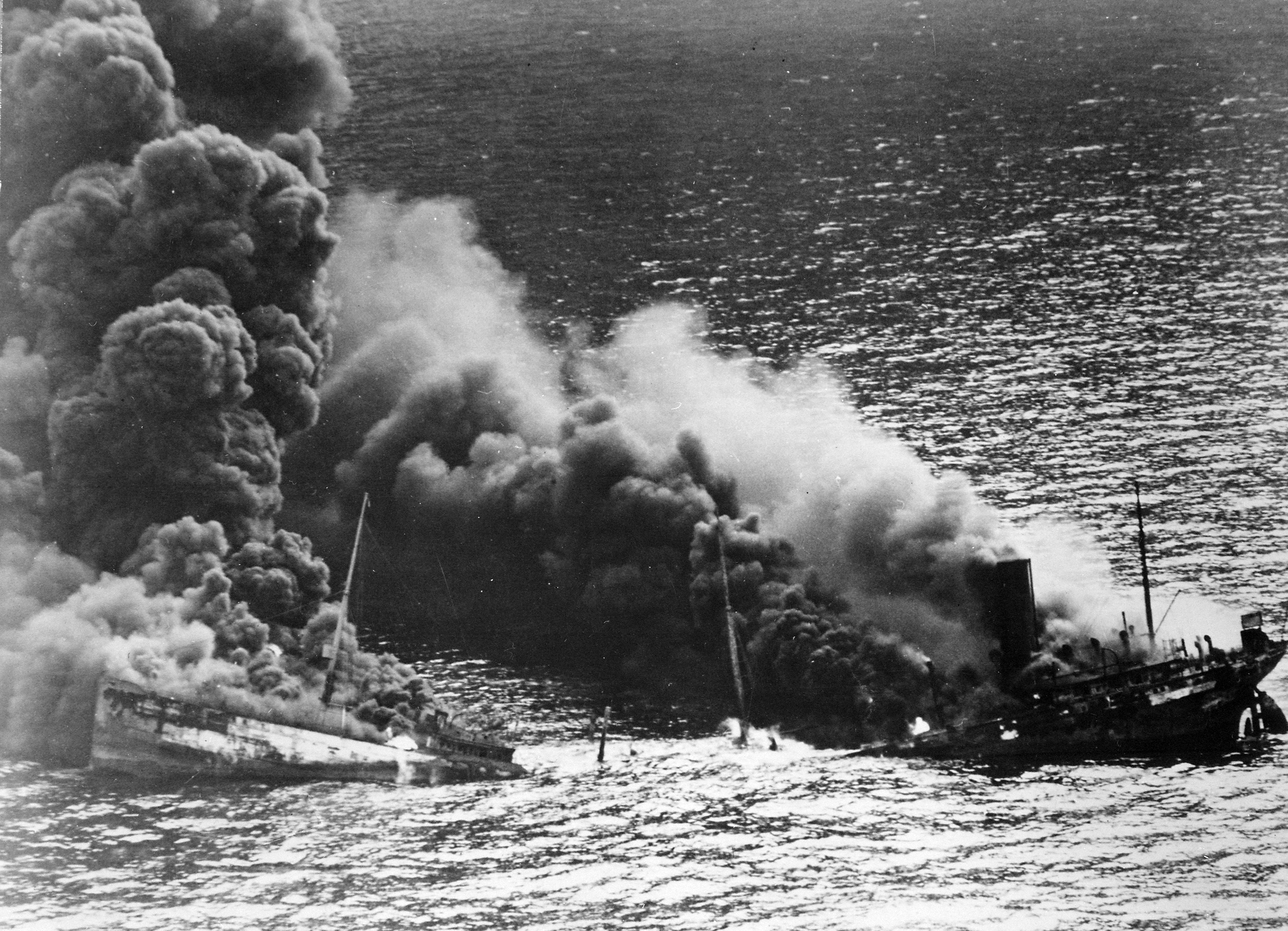
El Monagas, buque petrolero venezolano hundido en 1942 por submarinos alemanes durante la Operación Westindien.

Tener las refinerías de petróleo y el lugar de distribución del mismo lejos del país no le salió barato a Venezuela. Dos acontecimientos fueron los principales protagonistas de las navegaciones constantes de los petroleros venezolanos en el mar Caribe. El primero de ellos ocurrió cuando Venezuela todavía presentaba un estado medianamente neutral frente al conflicto bélico; los buques de guerra alemanes, que huían de las persecuciones constantes de los buques franceses libres y británicos, se unían a los tanqueros petroleros venezolanos y llegaban a las aguas neutrales frente a las costas de Venezuela donde estaban seguros. Esto trajo consecuencias graves: en Puerto Cabello, buques alemanes e italianos fueron incendiados por sus propios capitanes en diciembre de 1941 porque el alto mando le dio la orden de destruirlos si fuera necesario. Esto trajo gran desconcierto y preocupación a la población venezolana.
La segunda de estas razones fue que varios submarinos alemanes que cruzaban el mar Caribe se encontraban en su camino con buques o pequeñas embarcaciones provenientes de Venezuela. Los submarinos alemanes hundieron buque petrolero venezolano Monagas y destruyeron una refinería en Aruba. Estos ataques provocaron la adhesión de Venezuela al Tratado Interamericano de Asistencia Recíproca de Río de Janeiro (TIAR), que consideraría un ataque de una nación no americana contra una del continente como una agresión a los demás países.
El 16 de febrero de 1945 Venezuela declara formalmente la guerra contra las Potencias del Eje: Alemania y Japón.